# Pedro José Lami
Pedro José Lami (Loreto, Santiago del Estero, 10 de abril de 1851 - 1 de mayo de 1912) fue un político argentino, que ejerció como gobernador de Santiago del Estero entre el 22 de agosto de 1882 al 30 de noviembre de 1882.

## Biografía
Era hijo de Gregorio José Lami y Mercedes Vieyra, familia de destacada actuación en la Revolución de Mayo. Se casó con Melitona Hernández.
Fue comandante del departamento Loreto; ejerció como senador nacional por Santiago del Estero y, en diversas ocasiones, como diputado provincial. Presidía la legislatura cuando fue designado para completar el mandato de Pedro Gallo, quien renunció a pocos meses de dejar el cargo, por conflictos con el presidente Julio Argentino Roca. Marcaron su gestión los conflictos con el gobierno nacional con motivo de la elección de un nuevo gobernador. Finalmente pudo llamar a elecciones en las que se consagró como gobernador Luis Generoso Pinto, incluso saltándose una intervención federal.